# Aek Simotung
Aek Simotung is een bestuurslaag in het regentschap Tapanuli Selatan van de provincie Noord-Sumatra, Indonesië. Aek Simotung telt 1088 inwoners (volkstelling 2010).